# 哈萨克斯坦中央国家博物馆

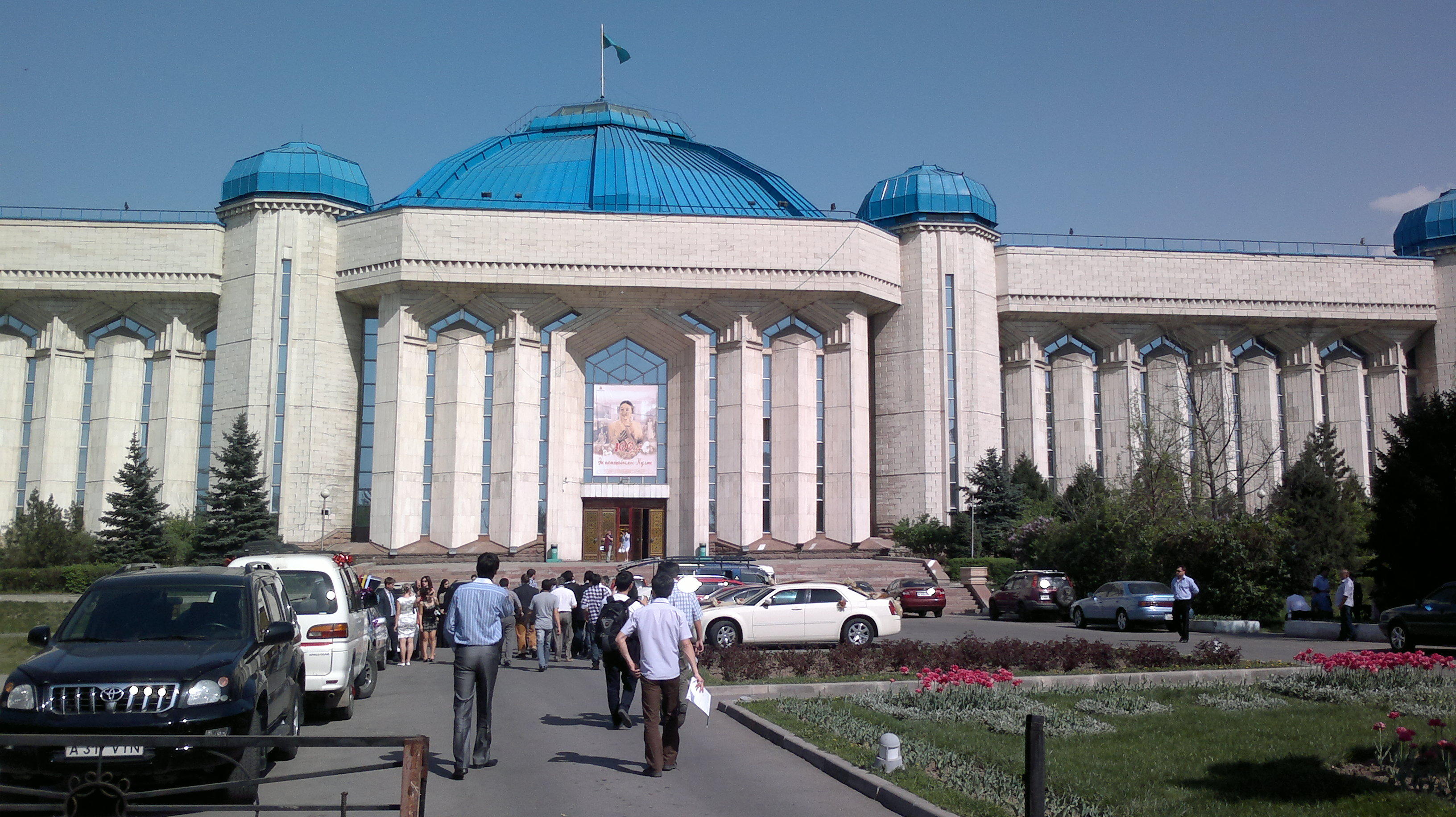

哈萨克斯坦中央国家博物馆是哈萨克斯坦阿拉木图最大的博物馆，也是中亚最大的博物馆之一。博物馆的历史可以追溯到19世纪30年代，1985年建成现代化的博物馆并成为阿拉木图的一个地标建筑。博物馆总面积17,557平方米，拥有超过30万件展品。
2015年，在阿拉木图举行了由哈萨克斯坦中央国家博物馆和西安大唐西市博物馆共同举办的中国皮影作品展。该展览主题为“丝绸之路历史”，共展出19组大型皮影作品，从10月底到12月底，共计2个月。